# Crne ptice
Păsări negre (în croată Crne ptice) este un film dramatic de război iugoslav din 1967 regizat de Eduard Galić⁠(hr)[traduceți].
Ideea și scenariul original îi aparțin lui Grgo Gamulin. Zoran Tadić a fost asistent de scenariu. Muzica originală a fost compusă de Anđelko Klobučar. Director de imagine a fost Mile de Gleria. Montajul filmului a fost realizat de Boris Tešija. Designul de producție a fost realizat de Branko Hundić. Rolurile principale au fost interpretate de actorii Voja Mirić, Fabijan Šovagović, Ivan Šubić, Ivo Serdar și Vanja Drach.

## Rezumat
Filmul are loc în ultimele zile ale celui de-Al Doilea Război Mondial și urmărește un grup de prizonieri din lagărul de concentrare de la Stara Gradiška condus de Ustașa.
Ustașii plănuiesc să-i transporte pe prizonieri pe un pod, pe care intenționează să-l arunce în aer. În același timp, trupele partizanilor se apropie de lagăr, iar prizonierii înșiși pun la cale un complot pentru a-și salva viața...

## Distribuție
- Voja Mirić – Inginerul Robert
- Fabijan Šovagović – locotenent ustaș
- Ivan Šubić – Vladan
- Ivo Serdar – prizonier
- Vanja Drach – Marian
- Rade Šerbedžija (necreditat)
- Relja Bašić
- Iva Marjanović
- Ivica Katić
- Ratko Buljan
- Pavle Bogdanović
- Nikola Gec
- Antun Vrdoljak
- Špiro Guberina
- Uglješa Kojadinović

## Producție
În momentul în care Eduard Galić și-a propus să regizeze Păsări negre (Crne ptice), lungmetrajul său de debut, era deja un regizor de televiziune consacrat și autor de documentare premiate. A avut un interes deosebit pentru scenariul lui Grgo Gamulin⁠(d), fostul socru al lui Galić, scenariu care s-a bazat în mare măsură pe experiențele sale personale din cel de-Al Doilea Război Mondial. Având de multă vreme o orientare de stânga, Gamulin a petrecut tot războiul închis de regimul Statului Independent al Croației. Confruntat cu amenințarea unei execuții iminente, la 17 aprilie 1945 a reușit să evadeze din trenul care transporta prizonierii de la Lepoglava la Stara Gradiška.
Galić și-a asigurat finanțarea pentru acest film și, după ce negocierile cu studioul Jadran Film au eșuat, el și Fadil Hadžić au fondat Most, un colectiv de producție independent. S-au făcut aranjamente pentru a produce filmele lui Hadžić Păsări negre (Crne ptice) și Protest în parteneriat cu Viba Film⁠(sl)[traduceți], o companie de producție slovenă.
Munca lui Galić la scenariu a dus la un conflict cu Gamulin. În timp ce opera originală a lui Gamulin a fost o dramă simplă de acțiune, Galić a preferat filmul de autor⁠(d) foarte influent în aceea perioadă. Împreună cu Zoran Tadić, asistentul de regie și Petar Krelja, Galić a dezvoltat o nouă schiță a filmului în care trei personaje centrale erau un locotenent ustaș care citează psalmi (Šovagović), un inginer însărcinat să arunce în aer podul (Mirić) și un prizonier enigmatic (Šerbedžija, în primul său rol major de film).
Gamulin a considerat că noua versiune a scenariului nu are nimic de-a face cu originalul său și a cerut ca numele lui să fie eliminat de pe generic. În cele din urmă, Gamulin a fost creditat pentru poveste, în timp ce creditele pentru scenariu au fost omise complet.

## Recepție
La premiera sa, Păsări negre (Crne ptice) a fost retrogradat în secțiunea În afara competiției a Festivalului de Film de la Pula din 1967 și astfel a avut foarte puțină atenție.   Lansarea filmului a coincis cu apogeul creativ al cinematografiei moderniste iugoslave și a fost umbrită în mare măsură de alte filme ca Am întâlnit țigani fericiți al lui Aleksandar Petrović, Dimineața al lui Puriša Đorđević⁠(d) sau Breza⁠(d) al lui Ante Babaja⁠(d).
Galić a fost dezamăgit de eșecul filmului său, iar singura consolare modestă a fost o taxă suplimentară pe care a primit-o din cauza distribuirii filmului Păsări negre (Crne ptice) în Uniunea Sovietică.
Rememorând în 2019 sentimentele sale personale față de film, Galić le-a descris ca o „relație de dragoste și ură”, deoarece a simțit excluderea acestuia de la Festivalul de Film de la Pula ca o „lovitură mare” și o amenințare la adresa carierei sale.
Filmul a fost practic uitat până când a fost proiectat la Festivalul Subversiv⁠(d) de la Zagreb din 2010. Cu această ocazie, criticul de film croat Nenad Polimac⁠(d) a considerat Păsări negre (Crne ptice) „cea mai interesantă descoperire a festivalului” și o „senzație”, lăudându-i calitățile vizuale și expresivitatea. Alți critici croați au împărtășit această opinie: Damir Radić a descris filmul ca fiind o „amalgamare magistrală de artă și gen”, în timp ce Tomislav Šakić a remarcat că este „posibil cel mai reușit debut [regizoral] din istoria cinematografiei croate”.
În 2012, filmul a fost restaurat digital de Arhivele de Film Croate⁠(d) și Slovene.